# Каса-да-ла-Селба
Каса-да-ла-Селба — муніципалітет у комарці Жиронес у Каталонії. Він з’єднаний з Жироною та Баш-Емпорда дорогою C-65. Протягом 20-го століття він був відомий виробництвом пробки та виробів з неї. Із зростанням населення 9200 громадян цей муніципалітет розташований 12 км на південь від Жирони і 20 км на захід від Середземного моря.

## Транспорт
Найближча залізнична станція знаходиться в Caldes de Malavella (8 км), а аеропорт Жирона-Коста-Брава знаходиться на 10 км. Існує автобусна лінія, яка з'єднує це місто з містами Жирона та Коста-Брава, такими як Сант-Феліу-де-Гішольс, Платья-д'Аро або Паламос.
Між 1892 і 1969 роками Касса-де-ла-Сельва була з'єднана з містом Жирона і портом Сан-Феліу-де-Гішольс вузькоколійною залізницею Сан-Феліу-де-Гішольс-Жирона. Відтоді колію було перетворено на зелену дорогу.

## Міста побратими
- Бреке, Швеція (2002)